# 大顎雀
大顎雀（Viridonia sagittirostris），又名大夏威夷顎雀，是一種已滅絕的管舌鳥。

## 特徵
大顎雀的雙翼呈褐色，身體呈黃色，尾巴有凹口，喙尖而呈白色。牠們長6吋，腳呈黑褐色。牠們與其近親的分別在於牠們的喙及體型較大。

## 棲息地
大顎雀棲息在森林內，在樹上吃昆蟲及花蜜。

## 滅絕
由於大顎雀的棲息地已開發成為製糖場，相信牠們已經滅絕。自牠們的棲息地於1901年被清除後，已沒有再見過牠們。但最諷刺的是這個製糖場最終被棄置。